# 三隅隆司
三隅 隆司（みすみ たかし、1962年 - ）は、日本の経済学者。専攻は金融論。一橋大学大学院経営管理研究科教授、国立大学法人一橋大学学長補佐。日本学生支援機構機関保証制度検証委員会委員長、日本生命保険総代等も務める。

## 人物・経歴
山口県下関市出身。山口県立下関西高等学校を経て、1985年一橋大学商学部卒業。矢野康治財務事務次官は高校・大学の同期。1987年一橋大学大学院商学研究科修士課程修了、1990年一橋大学大学院商学研究科博士課程単位取得。金融論の花輪俊哉ゼミに所属し、大学院時代には当時学部生だった三木谷浩史楽天会長とも交流を持った。
1990年一橋大学商学部専任講師。同助教授、ミシガン大学経営大学院客員研究員、三井生命保険ファイナンシャル・リサーチ・センター客員研究員を経て、2004年一橋大学大学院商学研究科教授。2010年国立大学法人一橋大学役員補佐、2013年一橋大学大学院商学研究科長、2014年国立大学法人一橋大学学長補佐（教育改革担当）兼役員補佐（教育担当）。2020年一橋大学附属図書館長、一橋大学社会科学古典資料センター長、一橋大学附属図書館研究開発室長。
この間、早稲田大学社会科学部非常勤講師、東京経済大学経営学部非常勤講師、中央大学商学部非常勤講師、国立音楽大学研究・療法科目会非常勤講師としても教鞭を執る。
日本金融学会理事・行動経済学会常任理事を歴任。
その他、日本生命保険相互会社総代、独立行政法人日本学生支援機構機関保証制度検証委員会委員長、長野県立大学設立委員会教育課程・教員選考専門部会副部会長、公益財団法人野村財団外国人留学生奨学部会選考委員 等も務める。